# Pavlo Tytchyna
Œuvres principales
Les Clarinettes du soleil (uk) (1918)
Pavlo Hryhorovytch Tytchyna (ukrainien : Павло Григорович Тичина), né le 23 janvier 1891 dans le village de Pisky dans la région de Tchernihiv et mort le 16 septembre 1967 à Kiev, est un poète et traducteur ukrainien. Il est l'auteur des paroles de la première version de l'Hymne de la République socialiste soviétique d'Ukraine utilisé de 1949 à 1991. Membre de l'Académie nationale des sciences d'Ukraine (1929) et directeur de l'Institut de la littérature de l'Académie nationale des sciences d'Ukraine. Récipiendaire du prix Staline, de deux ordres du Drapeau rouge et de cinq ordres de Lénine.

## Biographie
Il naît dans la famille de treize enfants d'un employé d'administration villageoise, Grigori Tytchyna, qui cumulait les fonctions de diacre et d'instituteur.
Pavlo montre très tôt son intérêt pour la musique, le dessin et la composition poétique. Son père meurt en 1906, Pavlo gagne sa vie en chantant dans le chœur du monastère. Ensuite, il fait ses études au Séminaire théologique de Tchernihiv (1907-1913), puis à l'Institut commercial de Kiev à partir de 1913. Il collabore pendant cette période avec les journaux Rada et Svitlo.
Les lecteurs découvrent ses premiers poèmes en 1912, puis, son premier recueil Les clarinettes du soleil en 1918.
En 1923, il s'installe à Kharkiv. Il est membre de l'association littéraire Vaplite fondé par Mykola Khvyliovy, active entre 1926 et 1928, qui compte parmi ses membres Hryhorii Epik, Mykola Koulich, Mykola Bajan, Petro Pantch (en), Mykhaïlo Ialovy (en) ou encore Maïk Johansen.
Il est député du Soviet suprême de la RSS d'Ukraine en 1938-1967, et en devient le président en 1953-1959. Il est également député du Soviet suprême de l'Union soviétique en 1946-1962.
Dans les années 1943-1948, il est ministre de l'Éducation de la RSS d'Ukraine et dirige la Commission orthographique.
On lui remet le prix Staline en 1941, pour le recueil de poèmes Le sentiment de famille unie (Чуття єдиної родини, 1938).
En 1944, il rejoint le Parti communiste de l'Union soviétique.
En 1949, il écrit sur la musique d'Anton Lebedinets les paroles de l'Hymne d'Ukraine qui seront modifiés en 1978, pour gommer les passages à la gloire du camarade Staline. Ses œuvres en trois volumes sorties en 1957 lui apportent le prix national Taras Chevtchenko. En 1967, il est déclaré Héros du travail socialiste
Grigori Tytchyna meurt à Kiev. Il repose au Cimetière Baïkov.

## Ses œuvres
Ses premières œuvres poétiques parurent en 1912 dans la revue kiévienne La Maison ukrainienne (Oukraïnska khata) et son premier recueil de poésie, Les Clarinettes du soleil (Soniatchni klarnety), fut publié à Kiev en 1918.
Son recueil suivant, En guise de sonnets et de huitains (Zamists sonetiv i oktav, 1920), malgré un ton beaucoup plus dramatique (le recueil portant la marque de l'expérience amère d'une guerre fratricide), rappelle Les Clarinettes du soleil. Ces deux livres de Tytchyna sont intéressants par l'alliance organique de motifs folkloriques et de procédés modernistes. Parmi les œuvres importantes de cette période, citons encore le poème À la mémoire des trente (Pamiati tiïdts'aty), consacrée aux jeunes gens qui ont péri dans la bataille près de Krouty contre les bolchéviques en janvier 1918, et le poème Le Tumulte d'or (Zolotyï homine).
Dans les recueils suivants - La Charrue (Plouh, 1920), Vent d'Ukraine (Viter z Oukraïny, 1924) et les poèmes Skovoroda (1923) et Dans l'orchestre cosmique (V kosmitchnomou orkestri, 1924), Tytchyna continue, d'une part, de développer les thèmes et les images de ses premiers recueils, de l'autre, il cherche sa place dans la réalité politique complexe de son temps. Si les événements tragiques et sanglants des années révolutionnaires se traduisaient par l'image monumentale d'une Madone ukrainienne (Mater Dolorosa, Skorbna Matir), le poète se laisse maintenant séduire par la propagande communiste, commence à croire en « l'avenir radieux » et glorifie même les slogans du Parti. Nous ignorons quelle fut la part de sincérité dans ces louanges (selon un critique, la poésie Le Parti mène (Partia vede) serait une parodie en vers de la propagande communiste). Quoi qu'il en soit, Tytchyna, comme beaucoup d'autres écrivains, échappa à la terreur stalinienne au prix de son alignement.
La poésie Le Parti mène (Partia vede, 1934) marque un tournant dans la vie et l'œuvre de Tytchyna. Avant elle, Tytchyna était un poète novateur profond et original, un des créateurs de la poésie mondiale du XXe siècle. Après, il devient un glorificateur du dictateur du Kremlin et du parti qu'il dirige. Il faut cependant reconnaître que même dans la seconde partie de sa production poétique, on trouve des élans de virtuosité et de sincérité (par exemple, le poème Les Funérailles d'un ami — Pokhoron drouha, 1943 —, écho des événements tragiques de la Seconde Guerre mondiale, est devenu un monument à la mémoire de tous ceux qui sont tombés au champ d'honneur).

## Exemple de la poésie
Les clarinettes du soleil
(Traduit par Anne-Marie Dovhanyuk)
Ni Zeus, ni Pan, ni l'Esprit-Saint -

Seulement les Clarinettes du soleil.

Je suis en danse, en mouvement rythmique

Et éternel. Je suis toutes les planètes.

Je ne suis pas moi. Je ne suis qu'un songe, qu'un rêve.

Les sons des cloches remplissent les alentours.

Le voile créateur des ténèbres m'entoure

Les mains bénissantes me touchent.

Je m'éveille et je suis Toi.

Sur moi, sous moi

Le monde flamboie, le monde s'en va

En fleuve musical.

Et j'observais et je m'épanouissais

Et les planètes s'accordaient.

Je retiens pour la vie, Tu n'es pas Fureur

Tu n'es que les Clarinettes du soleil.

## Traductions
Tytchyna connaissait plusieurs langues et littératures étrangères. Il a traduit l'épopée arménienne David de Sassoun, de la poésie lyrique géorgienne, des poésies d'auteurs lituaniens, bulgares, russes et biélorusses. La poésie de Tytchyna se compose de divers éléments, souvent assez éloignés les uns des autres. En premier lieu, un caractère musical prononcé; ensuite, un effet de stylisation du texte dans l'esprit du folklore; puis, un vocabulaire extrêmement riche et varié qui englobe à la fois le lexique paysan et le lexique scientifique; enfin, un caractère imagé original, souvent basé sur des néologismes très personnels. C'est la raison pour laquelle les poésies de Tytchyna sont difficiles à traduire.